# Warren (Rhode Island)
Warren – miejscowość w USA, w stanie Rhode Island, w hrabstwie Bristol.

## Religia
- Parafia św. Kazimierza